# 오쿠무라 하루
오쿠무라 하루(일본어: 奥村 春), 괴도단 코드네임 누아르(Noir)는 2016년 비디오 게임인 《페르소나 5》의 주요 등장인물 중 한 명이다. 하루는 게임 내 등장하는 마음의 괴도단 일원이며, 무인판 기준 괴도단 중 가장 마지막으로 합류한 멤버이다.
하루는 소에지마 시게노리가 "달콤하고 수줍음이 많은" 캐릭터로 창조되었으며, 부유한 가정에서 자라 아버지의 방식을 바꾸려 하고 학대적인 약혼자와의 결혼을 피하려는 인물로 설정되었다. 《페르소나 5 스크램블》, 《페르소나 5 더 로열》, 《페르소나 5 택티카》 등 같은 시리즈의 다른 게임에도 등장했다.
하루는 전반적으로 긍정적인 평가를 받았지만, 주연 캐릭터 인기 투표에서는 낮은 순위를 기록했는데 이는 플레이어가 볼 수 있는 시간이 상대적으로 적었기 때문으로 분석된다. 페르소나 5 스크램블에서의 등장은 더 좋은 평가를 받았으며, 루크 플런켓과 같은 비평가는 페르소나 5 본편에 비해 설정이 크게 개선되었다고 평했다. 페르소나 5 더 로열에서 비중이 확대된 이후로는 원작 게임에서의 모습보다 더 좋은 평가를 받고 있다.

## 구상과 창작
오쿠무라 하루는 2016년 비디오 게임인 페르소나 5에 등장하는, 소에지마 시게노리가 디자인한 여성 청소년 캐릭터이다. 하루는 슈진 고등학교 3학년 학생이자 아버지인 오쿠무라의 사업과 재산을 상속받을 사람이다. 슈진 고등학교에서 하루와 다른 학생은 페르소나라는 초자연적인 힘에 각성하고 마음의 괴도단의 일원이 된다. 이 팀은 인간 욕망이 발현된 가상 공간인 팰리스에서 부도덕하거나 범죄적인 대상의 마음 속으로 가 개심시킨다. 이 팰리스는 특히 강하게 왜곡된 욕망을 가진 사람들에게 나타난다. 각 멤버는 어느 시점에 반항의 욕망에 대한 반응으로 형성되는 존재인 페르소나에 각성하며, 이를 나타내는 괴도 의상을 얻고 괴도단의 코드네임을 서로 붙인다. 하루의 경우 코드네임으로 누아르를 선택했다. 게임 아티스트 아카네 고바야시는 하루의 단발머리가 좋아 가장 좋아하는 캐릭터 중 한 명으로 꼽았다. 하루는 부유한 가정에서 자라 아버지에게 순종적이었던 "달콤하고 수줍음이 많은" 캐릭터이다. 하루는 처음에는 다른 세상에 사는 듯한 느낌을 주어 주인공과는 멀리 떨어져 있는 것처럼 보이지만, 나머지 동료들과 가까워질수록 더 친근해지도록 디자인되었다. 원래 플레이 가능한 캐릭터로 토고 히후미가 계획되었으나, 마코토로 교체되어 보조 캐릭터가 되었고, 성인에게 통제받는 캐릭터라는 한 측면이 하루의 캐릭터에 합쳐졌다. 하루는 조커를 사랑하는 것으로 공식적으로 알려진 유일한 괴도단 멤버이다.
하루는 밀레디라는 페르소나를 가지고 있으며, 이 페르소나는 결국 각성하여 아스타르테가 된다. 디자이너는 하루의 페르소나가 하루의 성격이 변화하는 것처럼 인공적인 것에서 유기적인 것으로 변모하는 과정을 강조하고 싶었다고 밝혔다. 또한 하루와 그 페르소나가 마코토와 그 페르소나와의 유사성을 지니고 있음을 반영했는데, 비슷한 학년과 성별, 자신의 삶을 통제하러는 성인이 있고 아버지가 없다는 점을 들어 페르소나가 비슷한 뿌리에서 비롯되었다고 말했다.

### 댄싱 스타 나이트
페르소나 5 댄싱 스타 나이트에서 하루의 방을 디자인하는 것은 미술 디자이너 시마다 아즈사에게 어려웠다. 아즈사는 하루가 아버지에게 통제받는 보호받는 삶을 살았음을 반영하기 위해 의도적으로 하루의 취미나 성격을 드러내는 요소를 피했다고 말했다. 댄싱 스타 나이트의 안무가이자 시나리오 작가인 고바야시 텟페이는 하루가 다른 대부분의 캐릭터처럼 스트리트 스타일에 잘 맞지 않을 것이라고 느꼈다. 그는 하루의 디자인에 발레 코르셋을 입은 의상에 고딕 스타일을 선택했는데, 그는 이 디자인이 가장 마음에 든다고 생각하며 만족했다.
댄싱 스타 나이트에서 하루의 춤은 모션 액터 댄서 스마일 사키가 연기했다. 고바야시는 사키가 발레 춤을 추는 것을 보고 그녀를 이 게임에 섭외했고, 그녀는 수락했다. 당시 사키는 자신의 발레 실력에 대해 불편함을 느꼈기 때문에 레슨을 받고 안무를 연습했지만, 발레 강조가 너무 강하다는 지적을 받았다. 사키는 일반인들이 좋아할 만한 발레를 하고, 발레 규칙에 너무 얽매이지 말라는 요청을 받았다. 이는 오랫동안 발레를 해왔기에 규칙이 몸에 밴 사키에게는 어려운 일이었다. 고바야시는 너무 아름다운 춤에만 집중하면 하루의 개성을 잃을 수 있다고 설명했다.

### 목소리
하루의 일본어 성우는 토마츠 하루카이며, 영어 성우는 잰시 후인이다. 후인은 역할이 주어졌을 때, 자신이 어떤 캐릭터를 맡게 될지, 어떤 게임에서 작업하게 될지 구체적으로 알지 못한 채 비디오 게임 캐릭터를 연기하게 될 것이라는 말만 들었다. 기밀유지 협약에 서명한 후에야 자신이 페르소나 5에서 작업하게 될 것임을 알았다. 성우가 이 역할을 오디션 보지 않았다는 점에서 이는 하루카에게는 이례적인 일이었다. 그 후 하루카는 하루에 대한 설명과 그녀의 이미지를 받았다. 하루를 연기할 때 후인이 유일하게 까다롭다고 느낀 점은 "특정 제약을 넘어서는 것"이었는데, 캐릭터를 벗어나더라도 여전히 하루라는 캐릭터 안에서 정당화될 수 있도록 균형을 맞추는 것이었다. 녹음 과정은 1년 넘게 진행되었고, 후인은 이를 대부분의 애니메이션 프로젝트보다 훨씬 길다고 생각했다. 하루카는 이 역할을 자신의 가장 잘 알려진 역할 중 하나로 여겼다. 하루카는 페르소나 5의 애니메이션 각색작인 페르소나 5: 디 애니메이션에서 다시 한번 목소리 연기를 맡았다.

## 등장
하루는 2016년 페르소나 5의 주요 등장인물 중 한 명으로 처음 등장했으며, 이세계의 팰리스라는 형이상학적인 공간에서 사람들의 보물을 훔쳐 마음을 바꿀 수 있는 능력을 가진 집단인 마음의 괴도단에 합류한다. 하루는 괴도단에 가장 마지막으로 합류한 멤버이다. 하루는 나중에 페르소나 5의 새로운 버전인 페르소나 5 더 로열에도 등장했는데, 확장판에서는 하루와 다른 캐릭터를 포함한 새로운 콘텐츠가 추가되었고, 스토리 초반에 더 빨리 소개된다. 모르가나가 류지와의 불화로 괴도단을 떠난 후, 모르가나는 혼자서 하루의 아버지인 오쿠무라 쿠니카즈의 팰리스에서 보물을 훔치려 시도하고, 결국 하루가 아버지의 팰리스(이세계 안에 있는 왜곡된 세상의 반영)에 나타나자 하루의 도움을 받아들인다. 이 기간 동안 하루는 자신의 페르소나인 밀레디에 각성하고 누아르라는 별명을 얻는다. 하루는 결국 아버지의 마음을 바꾸는 데 성공하지만, 자신과 다른 괴도단이 모르는 사이에 아버지는 살해된다. 그녀는 다른 사람들을 더 많은 임무에서 돕고, 결국 진정한 악당인 얄다바오트를 물리치는 데 성공한다.
하루는 페르소나 5 더 로열, 페르소나 5 댄싱 스타 나이트, 페르소나 5 스크램블, 페르소나 5 택티카를 포함한 페르소나 5 시리즈의 다른 게임에도 등장한다.
하루는 《페르소나 Q2 뉴 시네마 래버린스》에서 플레이 가능한 캐릭터로 등장하며, 첫 번째 보스인 카모시다맨을 물리친 후 잠금 해제된다.
하루는 《슈퍼 스매시브라더스 얼티밋》에서 스피릿으로 등장하며, 조커와 함께 파이터스 패스 DLC로 출시되었다.

## 홍보 및 평가
오쿠무라 하루는 페르소나 5에 등장한 이후로 여러 가지 상품이 출시되었다. 양초 회사 Wick & Skull은 아틀라스 및 세가와의 협력으로 프리지아, 라일락, 복숭아 향이 나는 하루 테마 양초를 제작했다.
하루는 대체적으로 좋은 평가를 받았다. 그럼에도 하루는 플레이 가능한 페르소나 5 캐릭터 인기 투표에서 가장 낮은 순위를 기록했는데, Rock, Paper, Shotgun의 작가 칸 세린은 하루가 다른 캐릭터들에 비해 플레이어들에게 자신을 알릴 시간이 적었기 때문이라고 분석했다. 디 A.V. 클럽의 작가 클레이턴 퍼덤은 페르소나 5가 너무 길다고 비판하면서도 하루의 이야기는 "전적으로 불필요하다"고 느꼈다고 말했다. Kotaku의 작가 루크 플런켓 역시 하루가 불필요하다고 느꼈는데, 하루의 이야기가 비극적이지만, 그 스토리와 하루의 성격은 "니트웨어에 정말 관심 있는" 사람들 외에는 누구에게도 흥미를 끌지 못한다고 말했다. 플런켓은 처음에는 하루에게 관심이 없었지만, 페르소나 5의 "후반부 노가다"에서 벗어나 페르소나 5 스크램블에서 하루가 훨씬 개선되어 가장 좋아하는 캐릭터 중 한 명이 되었다고 느꼈다고 말했다. 플런켓에게는 하루의 경험이 경찰을 싫어하게 만들었다는 점도 매력적이었다고 덧붙였다. 더 게이머의 작가 스테이시 헨리는 경찰을 비판하는 하루의 대사가 시리즈에서 가장 기억에 남는 대사라고 언급했다. 같은 더 게이머의 작가 시안 메이어 역시 페르소나 5 스크램블 덕분에 하루를 더 좋아하게 되었다고 말하며, 하루가 "빠르고, 재치 있고, 정말 웃기다"면서도 따뜻한 성격을 가지고 있다고 평했다. 그는 하루가 다른 사람들을 기쁘게 하려던 태도에서 벗어나면서 경찰에 대해 더욱 비판적인 태도를 보이게 되었다고 추측했다.
더 메리 수의 작가 매들린 카르푸는 게임 속 다른 여성 캐릭터, 예를 들어 안의 행동에 대해 비판하며 안은 첫 번째 액트 이후 별다른 발전을 보이지 않는다고 말했다. 그녀는 처음에는 하루를 전형적인 "부드럽고 달콤하지만 몰래 살인적인" 소녀로 여겨 크게 신경 쓰지 않았지만, 점점 더 하루를 좋아하게 되었고, "놀랍도록 멋지다"고 생각하며 캐릭터적인 발전을 칭찬하고 안 대신 하루와 로맨스를 추구하지 않은 것을 후회했다고 말했다. 카르푸는 페르소나 5가 하루를 너무 늦게 게임에 등장시킨 것에 대해 좌절감을 느꼈다. IGN의 작가 이자툴 라잘리는 하루를 시리즈 최고의 여성 캐릭터 중 한 명으로 꼽으며, 그녀가 "독립성과 강인함"을 나타내고 "친절하고 사회적으로 서투른" 성격이 "사랑스럽게" 만든다고 말했다. 게임스팟의 작가 제스 하워드는 처음에는 페르소나 5에서 하루에게 큰 관심이 없었지만, 페르소나 5 택티카에서 더 좋아하게 되었다고 말했다.
스테이시 헨리는 하루가 게임에서 과소평가된 연애 대상이라고 느끼며, 마코토와 안은 서로 보완적인 디자인으로 "명백한 선택"으로 자리 잡았다고 말했다. 안은 "금발에 아름답고 여성스럽고", 마코토는 "적극적이고 진취적인 태도"에 "소년 같은 생쥐 머리"를 가지고 있다는 것이다. 헨리는 하루가 훨씬 나중에 소개되어 플레이어가 이미 다른 이와의 연애 경로를 선택했을 가능성이 높기 때문에 기회를 놓쳤다고 느꼈다고 말했다. 또한 하루가 발견되는 장소인 채소밭이 너무 외져서 플레이어는 하루를 찾기 위해서만 그곳에 갈 것이고, 다른 캐릭터는 쉽게 찾을 수 있는 것과 다른 상황이라고 느꼈다. 그러나 헨리는 이것이 하루의 캐릭터에 잘 맞는다고 생각했으며, 하루의 의상과 몸짓이 "엄청나게 수줍은" 캐릭터임을 암시한다고 설명했다. 이 수줍음 때문에 하루와의 연애를 추구하기가 더 어려웠지만, 그만큼 보람이 있었다고 말했다.
작가 멜리사 제인 루이스는 뱀 아키타입에 대해 논의했는데, 이 이야기는 "독실한 젊은 남성에게 남성과의 교류의 위험성을 경고하기 위한 이야기"에서 부정직한 남자에게 외면당한 여성에서 유래한다. 그녀는 하루가 이 아키타입과 유사한 주제를 가지고 있다고 언급하며, 하루가 처음에는 아버지에게 강제로 결혼을 강요받았지만, 괴도단이 하루를 구해주면서 "순종적이고 온순한" 모습에서 "자신감 있고" "다소 가학적인" 모습으로 변모하는 과정을 예로 들었다. 그녀는 하루와 뱀의 역할이 "약간 뒤바뀌었다"고 지적하며, 둘 다 남성에게 속고, 그들의 "슬픔과 분노"가 자신을 변모하게 만들 때 "일탈적인 행동"으로 꾸중을 듣는다고 말했다. 이는 성별 규범을 거스르고 더욱 단호하고 대담하며 성적으로 자유로운 면을 포용하는 것이라고 설명했다. 작가 마르틴 이반치치는 하루의 언어적 특징에 대해 논의하며, 하루의 대화가 공감 능력을 전달하고 그녀의 성장 배경을 반영하며, 비슷한 친절한 성격을 보이는 사람들을 칭찬하는 경향이 있는데 이는 하루가 진실한 사람임을 강조한다고 주장했다. 또한 하루의 대화가 자연과 공감에 대한 그녀의 즐거움을 통해 하루의 성격을 이해할 수 있도록 해준다고 논의했다. 하루와 안의 언어적 특징 사이의 유사점에 대해서도 논의했는데, 특히 안의 공감 능력 때문이었지만, 안이 하루의 격식 있는 대화와 대조되는 더 비격식적인 대화와 같은 몇 가지 면에서 다르다고 지적하며, 안의 성격이 하루와 류지의 혼합이라고 제안했다. 바이스의 작가 슬론 시는 게임이 진행될수록 페르소나 5가 아웃사이더로서의 출연진에 대한 이야기가 줄어든다고 느꼈다. 그들은 하루와 같은 캐릭터가 "이질적이고" "거부당한" 느낌을 받을 수 있지만, 그들의 "근본적인 특권과 안정적인 위치" 때문에 이러한 캐릭터가 고립이 무엇을 의미하는지 이해하기 어렵다고 지적했다.